# Мирослав Хубмайер
Мирослав Хубмайер (на словенски: Miroslav Hubmajer) e словенски революционер, капитан от сръбската армия, участник в Кресненско-Разложкото въстание.

## Биография
Мирослав Хубмайер е роден в занаятчийско семейство през 1851 година в Любляна. Учи за словослагател, работи в Грац, Будапеща и на други места. По време на военната си служба в австрийската армия той получава ранг на подофицер. Служи като артилерист и изучавайки механика, прави открития, прилагани по-късно в няколко патента. След военната си служба Хубмайер работи за Народната печатница в Любляна. Участва във въстанието в Херцеговина през 1875 година. През Сръбско-турската война в 1876 година той се присъединява към сръбската армия и става артилерийски офицер. По-късно бяга заедно с Никола Пашич в Букурещ, където основава литографски институт. Участва в Руско-турската война като доброволец в сръбската армия. След това пристига в София, където е доведен от Костадин Шулев, за да се включи в Кресненско-разложкото въстание. Участва като един от организаторите му в щаба в Босилеград. Едновременно със задълженията си на военен ръководител той е и военен кореспондент. След разгрома на въстанието се връща в Сърбия и получава работа в Белград, където е редактор на „Белградер Цайтунг“. През 1884 г. пише декларация за Балканско-Карпатска федерация. През 1896 г. той получава работа в регионалния музей в Сараево. Умира там през 1910 година.